# Heam
Heam – polski zespół instrumentalny, działający w latach 1975–1980 i wywodzący się z nurtu: rocka progresywnego, symfonicznego i elektronicznego.

## Historia
Heam powstał w lipcu 1975 roku w Poznaniu. Założycielami grupy byli klawiszowiec Marek Biliński i basista Henryk Tomczak (ex- Stress). Ważnym wzorcem dla muzyków była supergwiazda polskiego rocka lat siedemdziesiątych, grupa SBB pod kier. Józefa Skrzeka, zaś dla samego Bilińskiego inspiracją był także Isao Tomita oraz rozbudowujący z roku na rok swoje elektroniczne instrumentarium – Czesław Niemen. Zespół odbywał próby w poznańskim klubie studenckim Nurt (dawny klub Akademii Rolniczej w akademikach na Winogradach), ponadto jego członkowie studiowali stacjonarnie. Nazwa „Heam” pochodziła od pierwszych liter imion członków pierwszego składu zespołu, którymi byli: Henryk Tomczak (absolwent Akademii Ekonomicznej w Poznaniu – gitara basowa), Eugeniusz Porzyński (w późniejszym okresie zastąpiony przez Marka Olszaka-Dobosza – perkusja), Andrzej Modrzejewski (elektronik-akustyk) i Marek Biliński (lider, instrumenty klawiszowe). W październiku 1975 roku Heam zdobył „Złotego Kameleona” na Wielkopolskich Rytmach Młodych w Jarocinie (w 1976 już jako gwiazda wziął udział w koncercie galowym, występując obok Apokalipsy i Ergo Bandu). W nagrodę miał możliwość odbycia sesji nagraniowej w studiu nagraniowym Giełda w Poznaniu (zarejestrowano wówczas suitę pt. Przedwiośnie). Zespół zdobył również jedną z nagród I Wałbrzyskiej Jesieni Estradowej. Bardziej regularne koncerty rozpoczęły się od momentu wspólnych występów z SBB (warszawska Sala Kongresowa), z Czesławem Niemenem oraz z węgierskim zespołem rockowym Skorpió. Heam brał także udział w imprezach z cyklu Eurorock.
Muzykę poznańskiej grupy cechowało bogate brzmienie, oparte na rozbudowanej sekcji instrumentów klawiszowych, częsta zmienność rytmiczna i sposób zwiększania ekspresji, który świadczył o wyraźnym zmierzaniu w kierunku muzyki aleatorycznej i programowej, spod znaku tuzów muzyki elektronicznej, takich jak Klaus Schulze, czy Keith Emerson. Doskonałym tego przykładem jest trzydziestominutowa suita pt. Komedia ludzka, w której pojawiają się muzyczne cytaty z utworó Johanna Sebastiana Bacha, Nikołaja Rimskiego-Korsakowa, Fryderyka Chopina, a także fragment kompozycji Jana Hammera. 
W czerwcu 1977 roku do zespołu dołączył gitarzysta Wojciech Hoffmann oraz nowy perkusista Przemysław Pahl (eks- Stress). W tym samym roku Heam wystąpił podczas imprezy "Maraton Jazzowy", wspólnie z jazzowym zespołem Warsztat. W 1978 r. rozpoczął współpracę z Haliną Frąckowiak i wyruszył na dwumiesięczne tournée po ZSRR (66 koncertów). Muzycy specjalnie na tę okazję przearanżowali utwory z płyty Geira, nagranej przez piosenkarkę z grupą SBB – wykonywali także utwory instrumentalne z własnego repertuaru. Trasa okazała się sukcesem. Zespół po powrocie do kraju, zarejestrował 5 utworów w Studiu Polskiego Radia w Lublinie. W latach 1978–1979 Heam wystąpił na takich imprezach jak: Międzynarodowa Wiosna Estradowa w Poznaniu, Pop Session (w ramach koncertów z cyklu Muzyki Młodej Generacji), czy Muzyczny Camping w Lubaniu. W 1979 roku, poszukując nowych środków wyrazu artystycznego, grupa zmieniła nazwę i najpierw nazywała się Krater, a następnie Krater Rock Band. Zespół rozwiązał się 3 stycznia 1980 roku. Marek Biliński związał się na krótko z wrocławską formacją Arbiter Elegantiarum w której śpiewał Włodzimierz Grzesik, a później zyskał popularność grając w rockowym Banku. Zaś Henryk Tomczak założył heavymetalowy zespół Turbo i zaprosił Wojciecha Hoffmanna do współpracy.